# Cantiña
Cantiña ist im engeren Sinn eine Bezeichnung für einen Palo des Flamenco, im weiteren Sinn eine Sammelbezeichnung für Flamencogestile aus der Provinz Cádiz.
Als Kategoriebegriff umfassen die Cantiñas die Alegrías, den Mirabrás, die Caracoles und die Romera.

## Geschichte
Wahrscheinliche Vorgänger sind traditionelle Volksgesänge und -Tänze aus den Anfängen des 19. Jahrhunderts, insbesondere die Jota. Der gaditanische Sänger Enrique Butrón wird als derjenige genannt, der diese ursprünglich aragonesische Musik in die Formenwelt des Flamenco übertrug. In die traditionelle Jota flossen Formen der Soleá ein; deren Rhythmus übertrug sich auf die zur Kategorie der Cantiñas gezählten Stile. Diese Entwicklung vollzog sich im letzten Drittel des 19. Jahrhunderts. Aufgrund ihres rhythmischen Reichtums wurden Cantiñas zum Inbegriff für festliche Musik. In Cádiz stand und steht das Wort cantiñear für spielen, improvisieren und fantasieren. In den Cafés cantantes des 19. Jahrhunderts setzte sich der Einfluss der Cantiñas im Mirabrás, den Caracoles und den Romeras fort.
Bedeutende Protagonisten und Interpreten der Cantiña waren im 19. Jahrhundert Juan Moreno Jiménez, genannt Juaniquí de Lebrija, Tío José el Granaíno, dem die Erfindung der Caracoles zugeschrieben wird, und José el de Sanlúcar. Anfang des 20. Jahrhunderts machte der Sänger und Matador José María de Cossío, als Sänger unter dem Namen Onofre bekannt, mit seinen Alegrías de Córdoba von sich reden. Es handelte sich jedoch mitnichten um genuin cordobesische Musik, sondern um Abwandlungen gaditanischer Cantiñas. Weitere bedeutende Interpretationen boten im 20. Jahrhundert Antonio Díaz Soto, genannt El Flecha de Cádiz, und La Niña de los Peines.

## Musikalische Charakteristik
Die Cantiñas verwenden überwiegend Tonarten in Dur. Die Begleitung beschränkt sich meist auf eine einfache Kadenzharmonik mit stetigem Wechsel zwischen der Tonika und der Dominante.
Der Rhythmus folgt einem 12/8-Takt mit den zwischen Zweier- und Dreiergruppen wechselnden Betonungsmustern der Soleá.

## Verse
In den Cantiñas findet man eine große Vielfalt lyrischer Formen. Eine häufige Form ist der auch in vielen anderen Palos gängige achtsilbige Vierzeiler. Zusätzliche Variation kommt durch refrainartige Schlusszeilen, die sogenannten Juguetillos, ins Spiel.
Eine selten gesungene Variante der Cantiñas ist La Rosa, zu deren letzten Interpreten der Sänger Ramón Medrano aus Sanlúcar de Barrameda gehörte:
Y por apellío, Rosa

sé que te llamas María

vale más tu durse nombre

que el Pilar de Zaragoza

¿Ayudarme caballeros?

a dibujar esta rosa

que tengo luto y no puedo

dibujarla tan hermosa.

Como la infeliz rosa

es la hermosura

que complace y alegra

mientras que dura.

Rosa wirst du genannt,

ich weiß, dass du María heißt.

Kostbarer dein süßer Name

als Pilar von Saragossa.

Helft mir, meine Herren

zu malen diese Rose.

Ich trau’re und ich kann

sie schön genug nicht malen.

Wie die unglückliche Rose

ist’s die Schönheit

die gefällt und Freude bringt

solang´ sie dauert.